# Vicariato apostólico de Alemania Septentrional
El vicariato apostólico de Alemania Septentrional (en latín: Vicariatus Apostolicus Germaniae Septentrionalis y en alemán: Apostolisches Vikariat der Nordischen Missionen Deutschlands) fue una circunscripción eclesiástica de la Iglesia católica en Alemania y Escandinavia. Se trataba de un vicariato apostólico latino, inmediatamente sujeto a la Santa Sede. Fue suprimido el 13 de agosto de 1930.

## Territorio y organización
El vicariato apostólico extendía su jurisdicción sobre los fieles católicos de rito latino residentes al momento de su máxima extensión en 1688 (con el nombre de vicariato apostólico del Norte o de las Misiones Nórdicas) al territorio de 5 arquidiócesis y 34 diócesis perdidas por la Iglesia católica durante la Reforma protestante que hoy integran: Suecia, Dinamarca, Noruega, Finlandia, Islas Feroe, Islandia, Groenlandia, partes de Polonia y de Alemania. Al momento de su supresión en 1930 (con el nombre de vicariato apostólico de Alemania Septentrional) se extendía sobre los siguientes territorios de la República de Weimar en Alemania: el estado de Bremen, las ciudades libres de Hamburgo y Lübeck, el enclave de Eutin (de la ciudad libre de Lübeck del estado libre de Oldemburgo), los estados libres de Mecklemburgo-Schwerin, Mecklemburgo-Strelitz y Schaumburg-Lippe, y los territorios del antiguo Ducado de Sajonia-Lauenburgo. Siguiendo la estructura organizacional de la Iglesia, el vicariato apostólico incluyó las áreas diocesanas de obispados donde la circunscripción católica había sido efectivamente abolida. Esto fue parcialmente debido a: 1) gobernantes seculares o gobiernos reprimiendo la fe católica y el clero en sus territorios, que comprendían las áreas diocesanas, 2) debido al hecho de que los obispos incumbentes se habían convertido al luteranismo, o 3) porque los canónigos capitulares de las catedrales que habían adoptado el luteranismo se hicieron responsables por la elección de los nuevos obispos y por lo tanto elegían candidatos fieles a ellos, que de facto ascendían a la sede episcopal (como ocurrió entre los obispos príncipes del norte de Alemania).
La sede del vicariato apostólico se encontraba en la ciudad de Hannover.
A principios del siglo XX en el vicariato apostólico existían 17 parroquias y 17 estaciones misioneras.

## Historia

### Antecedentes
La Reforma protestante en el siglo XVI causó que la Iglesia católica perdiera casi todo el norte de Europa. Luego de que el rey Juan III de Suecia se casara con una princesa católica polaca Catalina Jagellón, a partir de 1574 algunos misioneros jesuitas pudieron viajar a Suecia. En 1582 los escasos católicos de Dinamarca, Finlandia, norte de Alemania, Noruega y Suecia fueron puestos bajo la responsabilidad del nuncio apostólico en Colonia. 
Al ser establecida el 6 de enero de 1622 la Congregación para la Propagación de la Fe tomó a su cargo este vasto campo misionero y en su tercera sesión el 8 de marzo de 1622 lo dividió entre el nuncio apostólico en Bruselas (para los católicos en Dinamarca y Noruega), el nuncio apostólico en Colonia (el norte de Alemania) y el nuncio apostólico en Polonia (para Suecia, Pomerania y Prusia), asignándoles las facultades necesarias. Al principio había solo dos comunidades católicas toleradas en el área reformada, fueron las llamadas comunidades privilegiadas: Altona en Hamburgo (permitida por el conde Jobst Herman de Schauenburg en 1622) y Friedrichstadt (en 1624, luego de ser fundada en 1621 con colonos holandeses por el conde Federico III de Holstein-Gottorp con libertad religiosa). Sin embargo, la primera fue atacada en 1623 por una turba protestante y en Suecia un decreto real del 28 de febrero de 1624 prohibió a todos los sacerdotes, monjes y religiosos católicos permanecer en el país bajo pena de muerte y algunos católicos suecos fueron ejecutados, por lo que la misión sueca fue abandonada. Luego se sumaron las comunidades de Glückstadt (1645, fundada en 1617 con colonos diversos por Cristián IV de Dinamarca) y Santa Teresa en Nordstrand (1652, colonos de Brabante bajo la jurisdicción del vicario apostólico en Utrecht, hasta 1920 perteneció a la arquidiócesis de Utrecht).
Después de la Guerra de los Treinta Años el príncipe obispo de Osnabrück y luego cardenal Franz Wilhelm von Wartenberg, se convirtió en comisario imperial e implementó en el círculo de la Baja Sajonia el Edicto de Restitución del 6 de marzo de 1629 del emperador Fernando II. En 1630 el papa Urbano VIII también le concedió los obispados de Verden y Minden y lo nombró administrador apostólico de la diócesis de Hildesheim, además le dio amplias facultades para todas las diócesis del norte que carecían de pastores católicos. El 11 de marzo de 1645 fue nombrado vicario apostólico de la arquidiócesis de Bremen y sus sufragáneas de Verden y Minden y en 1649 obispo de Ratisbona, llevando adelante hasta su fallecimiento el 1 de diciembre de 1661 una intensa tarea en favor de los católicos en áreas protestantes. Al parecer, también estaban bajo su supervisión las estaciones misioneras de Altona, Friedrichstadt, Glückstadt y Copenhague.
Por la Paz de Westfalia del 24 de octubre de 1648 las diócesis se asignaron a católicos y protestantes según el estado de propiedad al 1 de enero de 1624, por lo que los protestantes se quedaron en Alemania con las arquidiócesis de Magdeburgo y Bremen, y las diócesis de Lübeck, Halberstadt, Verden, Meißen, Naumburg, Merseburg, Lebus, Brandenburgo, Havelberg, Minden, Cammin, Schwerin y Ratzeburg. Osnabrück tendría alternativamente obispos católicos y protestantes, con parroquias separadas, y no sería secularizada, como todos los demás, excepto Lübeck. Los católicos recibieron el derecho a un culto privado en casa. Los católicos en muchos lugares tenían solo disponibles capillas establecidas en las casas de los diplomáticos representantes del emperador del Sacro Imperio Romano Germánico (que en 1806 se convirtió en emperador de Austria) y de otras potencias católicas como Francia y España, lo que permitió establecer centros misioneros en Hamburgo, Bremen, Copenhague y Estocolmo. Algunas veces la admisión en esas capillas fue difícil o enteramente prohibida a los católicos nativos. Lentamente se fueron estableciendo católicos inmigrados: comerciantes, estudiantes, trabajadores temporarios, artistas y soldados, puestos bajo el cuidado pastoral de los jesuitas y de unos pocos franciscanos y dominicos.
En algunos distritos la conversión de los monarcas al catolicismo, por ejemplo el duque Juan Federico de Brunswick-Luneburgo —príncipe de Calenberg (convertido en Asís en 1650)— y el duque Cristián Luis I de Mecklemburgo-Schwerin (1663), dieron a los católicos alguna medida de libertad, aunque este último sólo consiguió introducir la práctica religiosa católica en la capilla del castillo de Schwerin en 1665.

### Vicariato apostólico de Valerio Maccioni
En 1665 el duque Juan Federico de Brunswick-Luneburgo asumió el gobierno de Calenberg-Gotinga y del Principado de Grubenhagen y pasó a residir en Hannover, en donde en 1666 la iglesia del castillo local fue abierta al culto católico. A su solicitud, y ante el incremento del número de católicos en las áreas reformadas, el papa Alejandro VII erigió el 28 de abril de 1667 el vicariato apostólico Calenberg, Gotinga y Grubenhagen, como una circunscripción misionera en áreas predominantemente protestantes de Alemania. El 30 de abril fue nombrado el primer vicario apostólico, el sanmarinés Valerio Maccioni, quien residía en Hannover desde 1661 como consejero espiritual del duque. El 13 de octubre de 1668 Maccioni fue nombrado obispo titular de Marruecos.
Debido a que el arzobispo de Maguncia había nombrado un vicario general en Halberstadt, y ante las dudas sobre sus derechos metropolitanos, el 7 de junio de 1670 la jurisdicción del vicariato apostólico fue ampliada para comprender los territorios de las arquidiócesis de Bremen y Magdeburgo, así como Halberstadt, los estados federados de Mecklemburgo y las misiones de Altona y Glückstadt. El 24 de mayo de 1673 Dinamarca y Suecia pasaron a ser responsabilidad del nuncio en Colonia. El vicariato fue mencionado con el nombre de en latín: Vicariatus apostolicus inferioris Saxoniae. Maccioni falleció el 5 de septiembre de 1676.

### Consolidación del vicariato apostólico
Maccioni fue sucedido por el converso (en 1667) y médico danés Nicolás Steno, a quien el papa Inocencio XI el 21 de agosto de 1677 nombró obispo titular de Titiópolis y vicario apostólico de los mismos territorios que habían sido confiados a Maccioni. El 17 de enero de 1678 el vicariato apostólico fue extendido a toda Dinamarca. El duque Juan Federico de Brunswick-Luneburgo murió el 18 de diciembre de 1679 y su sucesor protestante cerró al culto católico la capilla del castillo ducal en febrero de 1680, mientras que Steno y lo sacerdotes capuchinos fueron expulsados de Hannover. En el otoño de 1680 Steno fue nombrado obispo auxiliar de Münster, su nueva residencia. 
El 2 de septiembre de 1680 las misiones fueron reorganizadas: Halberstadt, Bremen, Magdeburgo, Schwerin y los estados de Mecklemburgo pasaron a ser administradas por el obispo de Paderborn y Münster, Ferdinand von Fürstenberg, mientras que Steno quedó con el vicariato apostólico reducido a Hannover, Hamburgo y Dinamarca. Al fallecer el obispo Fürstenberg el 25 de mayo de 1684, Steno quedó nuevamente a cargo de todas las áreas transferidas. A finales del verano de 1683 Steno se instaló en Hamburgo y el 17 de diciembre de 1685 sus facultades se ampliaron al Ducado de Sajonia-Lauenburgo.
Steno murió en Schwerin el 5 de diciembre de 1686 y fue seguido en el vicariato apostólico sucesivamente por Friedrich von Tietzen-Schlütter —obispo auxiliar de Hildesheim y titular de Joppe (1686-1696)—, Jobst Edmund von Brabeck —obispo de Hildesheim (1697-1702)—, y por el obispo auxiliar de Osnabrück, Otto von Bronckhorst. En la designación de Brabeck el 13 de mayo de 1697 se especificó que el territorio asignado era: «In locis dominio temporali Ducis Brunsvicensis et Lunaeburgensis subiectis, ac in Civitatibus et dioecesibus Bremensi, Swerinensi, Magdeburgensi, Mecklenburgensi et Halberstadiensi, nec non in Gluckstadt et Alteno ac in omnibus locis totius ditionis temporalis regis Daniae.» ("En los lugares sujetos al dominio temporal de los duques de Brunswick y Lunenburgo, y en los estados y diócesis de Bremen, Schwerin, Magdeburgo, Mecklenburgo y Halberstad, y también en Glückstadt y Altona, y en todos los lugares del dominio temporal del rey de Dinamarca").

### División
Debido a su gran extensión el 6 de abril de 1709 el papa Clemente XI dividió el viejo vicariato apostólico en dos vicariatos: el vicariato apostólico de Alta y Baja Sajonia, abrazando las porciones del viejo vicariato situadas en el Palatinado y en el bajo sajonés electorado de Hannover y el Ducado de Bremen (con el westfaliano Principado de Verden), tan bien como el alto sajonés Anhalt (en sus entonces cuatro subdivisiones principales), Electorado de Brandeburgo (comprendiendo la Marca de Brandeburgo y Pomerania Central), Pomerania Occidental sueca, y el Electorado de Sajonia (todavía sin el feudo adquirido en 1635 de la Bohemia Alta y Baja Lusacia). Este nuevo vicariato apostólico fue asentado en la ciudad de Hannover (y por ello también llamado vicariato apostólico de Hannover) y puesto a cargo de Agostino Steffani, obispo titular de Spiga y ministro del elector palatino, como vicario apostólico. El nombramiento especificaba: Los estados del elector del Palatinado-Neuburg, del margrave de Brandeburgo y de los duques de Braunschweig, pero sólo en la medida en que estas áreas no estuvieran ya bajo el control de obispos u otros.
Así el resto del vicariato original, que comprendía toda la Europa Septentrional al norte del río Elba y Bremen, permaneció con las Misiones Nórdicas y retuvo el título de vicariato apostólico del Norte (Dinamarca, Suecia, así como las ciudades de Lübeck, Hamburgo, Altona y Schwerin). Fue puesto bajo el cuidado del obispo auxiliar de Osnabrück. Cuando el antiguo ducado sueco de Bremen-Verden fue comprado por el elector de Hannover el 15 de julio de 1715 y esta compra fue confirmada en la Paz de Estocolmo en 1719, la Propaganda Fide en 1721 también transfirió las diócesis de Bremen y Verden, que pertenecían al vicariato apostólico de las Misiones del Norte, al vicariato apostólico de Hannover.
Desde 1743 los católicos en el feudo imperial poseído por la Casa de Wettin, el Electorado de Sajonia, fue sujeto al vicariato apostólico de las Tierras Hereditarias Sajonas, posteriormente también aumentado con el Principado de Reuss (línea mayor), el Principado de Reuss (línea menor) y Sajonia-Altemburgo. Las Tierras Hereditarias Sajonas se unieron con la prefectura apostólica de Alta Lusacia (comprendiendo el posnapoleónico remanente de la Alta Lusacia poseída por Wettin) en la nueva diócesis de Meissen el 24 de junio de 1921.
La división entre las Misiones Nórdicas y el vicariato de Alta y Baja Sajonia duró hasta el 11 de febrero de 1780, cuando Friedrich Wilhelm von Westphalen, príncipe-obispo de Hildesheim, reunió bajo su administración el territorialmente disminuido vicariato de Alta y Baja Sajonia y las Misiones Nórdicas. Tres años después el vicariato apostólico de Suecia fue establecido, entonces competente para los católicos en el Imperio sueco con Finlandia y Suecia propia. El feudo imperial en manos de los suecos en Pomerania Occidental permaneció con las Misiones Nórdicas, también después de que se convirtió en prusiana en 1815.
Pomerania y la Marca de Brandeburgo cesaron de ser partes del Sacro Imperio Romano Germánico en 1806 y se volvieron provincias del Reino de Prusia, que acordó con la Santa Sede localizar la parte prusiana de las Misiones Nórdicas bajo las jurisdicciones de diócesis vecinas prusianas a partir del 16 de agosto de 1821. Así el príncipe-obispo de Breslavia tomó directa responsabilidad para la ahora prusiana parte de las antiguas áreas diocesanas de Meissen en la luego brandeburgiana Baja Lusacia y luego silesiana (oriental) Alta Lusacia. Breslavia ejerció su jurisdicción indirecta en el resto de Brandeburgo (incluyendo Berlín) y la mayoría de Pomerania (excepto de Tierra de Lauenburgo y Bütow) por su nueva delegación príncipe-episcopal para Brandeburgo y Pomerania (provista en 1824). Las áreas diocesanas de los extintos obispados en la Sajonia prusiana cayeron bajo la jurisdicción de la diócesis de Paderborn, como fue el caso con el área diocesana del extinto Minden en la Westfalia prusiana.
Además en el Reino de Hannover las áreas diocesanas de los extintos obispados (Bremen, Verden) fueron asignadas a las diócesis vecinas existentes de Hildesheim y de Osnabrück el 26 de marzo de 1824 (bula Impensa Romanorum Pontificum).
También Brunswick (sucediendo a Brunswick-Wolfenbüttel) y entretanto solo quedó el tripartito Anhalt en las Misiones Nórdicas en 1825, pero sin una continua diócesis católica doméstica y solo unos pocos católicos domésticos formaron el vicariato apostólico de Anhalt, aumentado por Sajonia-Gotha, Schwarzburg-Rudolstadt y Schwarzburg-Sondershausen. En 1834 Brunswick dejó el vicariato apostólico de Anhalt, uniéndose a las circunscripciones hannoverianas vecinas de la diócesis de Hildesheim, y Noruega, dejando las Misiones Nórdicas, se volvió parte del vicariato sueco el mismo año. En 1855 Noruega septentrional cambió a la prefectura apostólica del Polo Norte, mientras el resto de Noruega permaneció con Suecia hasta 1868. Al mismo tiempo toda Europa del norte formó separadas circunscripciones católicas y habían dejado las Misiones Nórdicas:
- Vicariato apostólico de Suecia (ya est. el 23 de septiembre de 1783)
- Arquidiócesis metropolitana de Mogilev (competente para Finlandia desde su toma por Rusia en 1809)
- Prefectura apostólica de Schleswig-Holstein (est. el 29 de julio de 1868; sin embargo, aún sin Sajonia-Lauenburgo, Ciudad Libre de Lübeck y el Principado de Lübeck),
- Prefectura apostólica de Dinamarca (est. el 7 de agosto de 1868; con Islas Feroe, Groenlandia e Islandia)
- Prefectura apostólica de Noruega (est. el 7 de agosto de 1868)

Simultáneamente con el establecimiento de las prefecturas apostólicas danesa y noruega las Misiones Nórdicas habían sido reducidas a pequeños estados miembros de la Confederación Alemana del Norte (así renombrada a vicariato apostólico de Alemania Septentrional el 7 de agosto de 1868), tales como los grandes ducados de Mecklemburgo-Schwerin y Mecklemburgo-Strelitz, el Ducado de Sajonia-Lauenburgo (parte de Prusia a partir de 1876), las hanseáticas ciudades libres de Bremen (sin Bremerhaven), Hamburgo (todavía con Cuxhaven) y Lübeck, los principados de Lübeck (capital Eutin), y Schaumburg-Lippe, y la británica isla de Helgoland (unida a Alemania en 1891).
El 7 de agosto de 1868, en ocasión de establecerse circunscripciones completamente separadas para todos los países de Escandinavia, el vicariato fue renombrado a Alemania Septentrional y solo continuó en pequeñas áreas del norte de Alemania. Con la integración de esas áreas en otras diócesis católicas el vicariato dejó de existir y fue repartido entre las diócesis de Osnabrück y Paderborn el 13 de agosto de 1930 mediante la bula Pastoralis officii del papa Pío XI luego de la firma del Concordato prusiano –el 14 de julio de 1929– entre la Santa Sede y el Estado Libre de Prusia. Fue inicialmente llamado vicariato apostólico del Norte (o de las Misiones Nórdicas) (en latín: Vicariatus Apostolicus Missionum Septentrionalium y en alemán: Apostolisches Vikariat der Nordischen Missionen).
Las Misiones Nórdicas, vistas en un sentido más amplio incluyeron también a las prefecturas apostólicas de Schleswig-Holstein -coincidente con la provincia de prusiana del mismo nombre-, de Dinamarca y de Noruega, que fueron puestas bajo prelados separados en 1868. El vicariato y las prefecturas apostólicas estuvieron bajo la jurisdicción permanente del obispo de Osnabrück como administrador apostólico.
La prefectura apostólica de Schleswig-Holstein tenía en 1909: 11 parroquias, 31 estaciones misionales, 34 sacerdotes seculares, 35 900 católicos, y 550 000 de otras creencias; 4 comunidades de Hermanas de Santa Elisa y 3 de monjas franciscanas.
El carácter heterogéneo de las comunidades de creyentes de diferentes naciones y clases sociales, así como una fuerte fluctuación, hicieron la atención pastoral considerablemente más difícil. Las regulaciones estatales también limitaron el cuidado pastoral. Dado que los soberanos protestantes también reclamaron el liderazgo eclesiástico sobre sus súbditos católicos, los vicarios apostólicos, que generalmente residían fuera de sus respectivos territorios, se vieron considerablemente obstaculizados en su administración. El ejercicio de los derechos jurídicos era virtualmente imposible, y los actos pontificios a menudo solo se permitían en algunas ocasiones. Para fortalecer su autoridad, el papa adoptó una propuesta de la emperatriz María Teresa y en 1780 los dos vicariatos (Alta y Baja Sajonia, y las Misiones Nórdicas) se reunieron para formar uno grande cuyo liderazgo ahora estaría encabezado por un obispo gobernante.
La Revolución francesa y el régimen napoleónico llevaron un gran alivio a los católicos en muchas ciudades y estados, pero la igualdad concedida para ellos por ley en algunos países fue a menudo meramente teórica.
Luego del Congreso de Viena en 1815 y la redefinición de los límites de los estados miembros de la Confederación Germánica después de la era napoleónica, la Santa Sede intervino con una serie de bulas que rediseñaron la geografía eclesiástica alemana. En 1821 y en 1824, con las bulas De salute animarum e Impensa romanorum pontificum, el vicariato apostólico cedió porciones de su territorio que fueron incorporadas a los obispados adyacentes de Münster, Paderborn, Breslavia, Osnabrück y Hildesheim. Los únicos distritos que permanecieron como territorios de misión fueron el Reino de Sajonia, el Principado de Anhalt, constituidos separadamente en vicariatos apostólicos en 1816 y 1825 respectivamente, y el norte, que en 1826 fue localizado temporalmente bajo la jurisdicción del obispo de Paderborn.
En 1839 el papa Gregorio XVI quiso confiar el vicariato a un obispo que se establecería en Hamburgo, por lo que Johann Theodor Laurent fue nombrado vicario apostólico el 17 de septiembre de 1839 con el breve Ex pastoralis y consagrado obispo. La oposición luterana evitó la realización del plan y Laurent fue impedido de ingresar en Hamburgo. El papa dio a continuación en 1846 la administración del vicariato al obispo auxiliar de Osnabrück, Karl Anton Lüpke (fallecido en 1855) como provicario. El obispo de Osnabrück fue desde entonces el vicario apostólico regular de las Misiones Nórdicas y administrador de la prefectura apostólica de Schleswig-Holstein desde su separación del vicariato en 1868. En 1869 Dinamarca y Noruega fueron erigidas en prefecturas apostólicas y en 1892 en vicariatos apostólicos.

## Diócesis extintas comprendidas en el vicariato
Al establecerse el vicariato apostólico comprendía primero solo a la diócesis de Minden. Las otras antiguas diócesis católicas lo siguieron en tres fechas posteriores (que figuran en la lista de abajo). La fecha en la segunda columna se refiere al año que por última vez un obispo católico pudo ejercer su pontificado de manera efectiva, no un eventual nombramiento posterior o titulatura continuada en el exilio. Algunos últimos obispos católicos (como en Minden y Verden) ya habían sido precedidos por obispos luteranos.
La siguiente lista registra los obispados cuyas áreas diocesanas cayeron bajo la jurisdicción de las Misiones Nórdicas (renombrada como Misiones Nórdicas de Alemania Septentrional el 7 de agosto de 1868 con motivo de completar circunscripciones separadas para toda Escandinavia). La lista muestra cuando las diversas áreas diocesanas abandonaron (y en algún momento retornaron a) la jurisdicción de las Misiones Nórdicas; a qué circunscripciones católicas pertenecieron después las áreas; y a qué circunscripciones pertenecen actualmente. Hoy las áreas de algunas diócesis extintas están divididas entre varias diócesis modernas. Al hacer clic en los botones, la lista se puede ordenar a lo largo de las categorías indicadas en cada columna. La lista no pretende registrar las afiliaciones correctas para cada área de las antiguas diócesis.
| Diócesis (D)/ arquidiócesis (A) | Último episcopado católico finalizado en:        | Dentro de la jurisdicción de las Misiones Nórdicas en:     | Posterior(es) jurisdicción(es) (Administración apostólica (AA)/ prefectura apostólica (PA)/ vicariato apostólico (VA)/ prelatura territorial (PT) | Circunscripción(es) actual(es) | Provincia eclesiástica antes de su extinción; notas |
| ------------------------------- | ------------------------------------------------ | ---------------------------------------------------------- | --- | --- | --- |
| Minden (D)                      | 1648                                             | 1667–1709, y de nuevo en 1780–1821                         | Alta y Baja Sajonia (VA) 1709–1780 (sede en Hannover, por lo que es también llamado vicariato apostólico de Hannover) | Paderborn (D/A a partir de 1930) desde 1821 | Minden fue sufragánea de Colonia (A) |
| Halberstadt (D)                 | 1552                                             | 1669–1709, y de nuevo en 1780–1821                         | Alta y Baja Sajonia (VA) 1709–1780 Paderborn (D/A a partir de 1930) 1821–1994 | Magdeburgo (D) desde 1994 | Halberstadt fue sufragánea de Maguncia (A) |
| Verden (D)                      | 1631                                             | 1669–1709, y de nuevo en 1780–1821/24                      | Alta y Baja Sajonia (VA) 1709–1780 (occidental, es decir la parte hannoverana) Paderborn (D/A a partir de 1930) 1821–1994 (Altmark) | Hildesheim (D) desde 1824 (occidental, es decir la parte de Baja Sajonia) Magdeburgo (D) desde 1994 (Altmark) | Verden fue sufragánea de Maguncia (A) |
| Bremen (A)                      | 1566                                             | 1670–1821/24, parcialmente hasta 1868 y 1930               | Schleswig-Holstein (PA) 1868–1930 (Holstein) Osnabrück (D) 1930–1994 (Hamburgo y Holstein) | Hildesheim (D) desde 1824 (Triángulo Elba-Weser) Osnabrück (D) desde 1930 (Ciudad de Bremen sin Bremen Norte) Münster (D) desde 1821 (parte oeste, es decir Oldemburgo) Hamburgo (A) desde 1994 (Holstein y Hamburgo)                                               | La antigua zona diocesana de Bremen está dividida en cuatro diócesis                                                                                         |
| Lübeck (D)                      | 1561                                             | 1670–1930                                                  | Osnabrück (D) 1930–1994 | Hamburgo (A) desde 1994 | Lübeck fue sufragánea de Bremen (A) |
| Ratzeburgo (D)                  | 1554                                             | 1670–1930                                                  | Osnabrück (D) 1930–1994 | Hamburgo (A) desde 1994 | Ratzeburgo fue sufragánea de Bremen (A) |
| Schwerin (D)                    | 1533                                             | 1670–1930                                                  | Osnabrück (D) 1930–1994 | Hamburgo (A) desde 1994 | Schwerin fue sufragánea de Bremen (A) |
| Magdeburgo (A)                  | 1552                                             | 1670–1709, y de nuevo en 1780–1821, Anhalt hasta 1825      | Alta y Baja Sajonia (VA) 1709–1780 Paderborn (D/A a partir de 1930) 1821–1994 (parte prusiana) Anhalt (VA) 1825–1921 (Anhalt) Paderborn (D/A a partir de 1930) 1921–1994 (Anhalt) | Magdeburgo (D) desde 1994 | Magdeburgo fue restablecida como diócesis en 1994 |
| Brandeburgo (D)                 | 1539                                             | 1670–1709, y de nuevo en 1780–1821                         | Alta y Baja Sajonia (VA) 1709–1780 Delegación príncipe-episcopal para Brandeburgo y Pomerania de la Breslavia (D) 1821–1930 | Berlín (D/A a partir de 1994) desde 1930 | Brandeburgo fue sufragánea de Magdeburgo (A) |
| Havelberg (D)                   | 1548                                             | 1670–1709, y de nuevo en 1780–1821                         | Alta y Baja Sajonia (VA) 1709–1780 Delegación príncipe-episcopal para Brandeburgo y Pomerania de la Breslavia (D) 1821–1930 | Berlín (D/A a partir de 1994) desde 1930 | Havelberg fue sufragánea de Magdeburgo (A) |
| Lebus (D)                       | 1555                                             | 1670–1709, y de nuevo en 1780–1821                         | Alta y Baja Sajonia (VA) 1709–1780 Delegación príncipe-episcopal para Brandeburgo y Pomerania de la Breslavia (D) 1821–1930 Berlín (D) 1930–1951 (parte oriental) Cammin, Lebus y la prelatura de Schneidemühl (AA) 1951–1972 (oriental, es decir la parte polaca) | Berlín (D/A a partir de 1994) desde 1930 (parte occidental) (Zielona Góra-)Gorzów (D) desde 1972 (oriental, es decir la parte polaca) | Lebus fue sufragánea de Magdeburgo (A) |
| Merseburgo (D)                  | 1544                                             | 1670–1709                                                  | Alta y Baja Sajonia (VA) 1709–1743 Tierras Hereditarias Sajonas (VA) 1743–1921 (parte oriental) Tierras Hereditarias Sajonas (VA) 1743–1821 (parte occidental) Paderborn (D/A a partir de 1930) 1821–1994 (occidental, es decir la parte prusiana) | (Dresde-)Meissen (D) desde 1921 (parte oriental) Magdeburgo (D) desde 1994 (occidental, es decir la parte de Sajonia-Anhalt) | Merseburgo fue sufragánea de Magdeburgo (A) |
| Naumburgo (D)                   | 1564                                             | 1670–1709                                                  | Alta y Baja Sajonia (VA) 1709–1743 Tierras Hereditarias Sajonas (VA) 1743–1921 (parte oriental) Tierras Hereditarias Sajonas (VA) 1743–1821 (parte occidental) Paderborn (D/A a partir de 1930) 1821–1994 (occidental, es decir la parte prusiana) | (Dresde-)Meissen (D) desde 1921 (parte oriental) Magdeburgo (D) desde 1994 (occidental, es decir la parte de Sajonia-Anhalt) | Naumburgo fue sufragánea de Magdeburgo (A) |
| Cammin (D)                      | 1544                                             | 1688–1709, y de nuevo en 1780–1821, M.-Strelitz hasta 1930 | Alta y Baja Sajonia (VA) 1709–1780 Delegación príncipe-episcopal para Brandeburgo y Pomerania de la Breslavia (D) 1821–1930 (Brandeburgo Oriental y Pomerania) Berlín (D) 1930–1951 (Pomerania Central) Cammin, Lebus y la prelatura de Schneidemühl (AA) 1951–1972 (Pomerania Central) Osnabrück (D) 1930–1994 (Mecklemburgo-Strelitz) | Berlín (D/A a partir de 1994) desde 1930 (Pomerania Occidental) Szczecin-Kamień (D/A a partir de 1992) desde 1972 (occidente de Pomerania Central) Koszalin-Kołobrzeg (D) desde 1972 (oriente de Pomerania Central) Hamburgo (A) desde 1994 (Mecklemburgo-Strelitz) | Cammin fue una diócesis exenta desde 1140 |
| Lund (A)                        | 1536                                             | 1688–1783, Bornholm hasta 1868                             | Suecia (VA) 1783–1953 (parte sueca) Dinamarca (PA) 1868–1892 (Bornholm) Dinamarca (VA) 1892–1953 (Bornholm) | Estocolmo (D) desde 1953 (parte sueca) Copenhague (D) desde 1953 (Bornholm) | Lund fue sufragánea de Bremen hasta 1104, cuando fue elevada a arquidiócesis                                                                                 |
| Aarhus (D)                      | 1536                                             | 1688–1868                                                  | Dinamarca (PA) 1868–1892 Dinamarca (VA) 1892–1953 | Copenhague (D) desde 1953 | Aarhus fue sufragánea de Lund |
| Børglum (D)                     | 1536                                             | 1688–1868                                                  | Dinamarca (PA) 1868–1892 Dinamarca (VA) 1892–1953 | Copenhague (D) desde 1953 | Børglum fue sufragánea de Lund |
| Odense (D)                      | 1529                                             | 1688–1868                                                  | Dinamarca (PA) 1868–1892 Dinamarca (VA) 1892–1953 | Copenhague (D) desde 1953 | Odense fue sufragánea de Lund |
| Ribe (D)                        | 1536                                             | 1688–1868                                                  | Dinamarca (PA) 1868–1892 Dinamarca (VA) 1892–1953 | Copenhague (D) desde 1953 | Ribe fue sufragánea de Lund |
| Roskilde (D)                    | 1529                                             | 1688–1868, Rügen solo hasta 1821                           | Dinamarca (PA) 1868–1892 (parte danesa) Dinamarca (VA) 1892–1953 (parte danesa) Delegación príncipe-episcopal para Brandeburgo y Pomerania de la Breslavia (D) 1821–1930 (Rügen) | Copenhague (D) desde 1953 (parte danesa) Berlín (D/A a partir de 1994) desde 1930 (Rügen) | Roskilde fue sufragánea de Lund |
| Schleswig (D)                   | 1542                                             | 1688–1868                                                  | Schleswig-Holstein (PA) 1868–1920 Schleswig-Holstein (PA) 1920–1930 (Schleswig Meridional) Osnabrück (D) 1930–1994 (Schleswig Meridional) Dinamarca (VA) 1920–1953 (Schleswig Septentrional) | Copenhague (D) desde 1953 (Schleswig Septentrional) Hamburgo (A) desde 1994 (Schleswig Meridional) | Schleswig fue sufragánea de Lund |
| Viborg (D)                      | 1536                                             | 1688–1868                                                  | Dinamarca (PA) 1868–1892 Dinamarca (VA) 1892–1953 | Copenhague (D) desde 1953 | Viborg fue sufragánea de Lund |
| Meissen (D)                     | 1559/1581                                        | 1688–1709 (parte occidental)                               | Meissen (AA) 1560–1567 (parte oriental, es decir Baja y Alta Lusacia, con sede en Bautzen) Alta Lusacia (PA) 1567–1921 (Alta Lusacia, reducido para Baja Lusacia y Alta Lusacia silesiana en 1821) Alta y Baja Sajonia (VA) 1709–1743 (parte occidental) Tierras Hereditarias Sajonas (VA) 1743–1921 (parte occidental) Breslavia (D/A a partir de 1930) 1821–1972 (Alta Lusacia silesiana y Baja Lusacia) Görlitz (AA) 1972–1994 | (Dresde-)Meissen (D) desde 1921 (parte occidental y Alta Lusacia sajona) Görlitz (D) desde 1994 (Baja Lusacia y Alta Lusacia silesiana) | Meissen fue una diócesis exenta (1399–1560), y desde el restablecimiento en 1921, renombrada Dresde-Meissen en 1980, es sufragánea de Berlín (A) desde 1994. |
| Trondheim (A)                   | 1546                                             | 1688–1834                                                  | Suecia (VA) 1834–1855 Polo Norte (PA) 1855–1869 (Noruega al norte del círculo polar ártico) Suecia (VA) 1855–1868 (Noruega central) Noruega (PA) 1868–1892 Noruega (VA) 1892–1931 Distrito misionero de Noruega central 1931–1935 (Noruega central) Noruega central (PA) 1935–1953 (Noruega central) Noruega central (VA) 1953–1979 (Noruega central) Distrito misionero de Noruega septentrional 1931–1944 (Noruega al norte del círculo polar) Noruega Septentrional (PA) 1944–1955 (Noruega al norte del círculo polar) Noruega Septentrional (VA) 1955–1979 (Noruega al norte del círculo polar) | Trondheim (PT) desde 1979 (Noruega central) Tromsø (PT) desde 1979 (Noruega al norte del círculo polar) | Originalmente llamada Nidaros, fue sufragánea de Bremen hasta 1104, luego de Lund, y elevada a arquidiócesis en 1152                                         |
| Bergen (D)                      | 1535                                             | 1688–1834                                                  | Suecia (VA) 1834–1868 Noruega (PA) 1868–1892 Noruega (VA) 1892–1931 Oslo (VA) 1931–1953 | Oslo (D) desde 1953 | Bergen fue sufragánea de Trondheim |
| Feroe (D)                       | 1538                                             | 1688–1855                                                  | Polo Norte (PA) 1855–1869 Dinamarca (PA) 1869–1892 Dinamarca (VA) 1892–1953 | Copenhague (D) desde 1953 | diócesis de Feroe fue sufragánea de Trondheim |
| Garðar (D)                      | 1537 (sin embargo, sede vacante en el siglo XVI) | 1688–1855                                                  | Polo Norte (PA) 1855–1869 Dinamarca (PA) 1869–1892 Dinamarca (VA) 1892–1953 | Copenhague (D) desde 1953 | Garðar fue sufragánea de Trondheim |
| Hamar (D)                       | 1537                                             | 1688–1834                                                  | Suecia (VA) 1834–1868 Noruega (PA) 1868–1892 Noruega (VA) 1892–1931 Oslo (VA) 1931–1953 | Oslo (D) desde 1953 | Hamar fue sufragánea de Trondheim |
| Hólar (D)                       | 1550                                             | 1688–1855                                                  | Polo Norte (PA) 1855–1869 Dinamarca (PA) 1869–1892 Dinamarca (VA) 1892–1923 Islandia (PA) 1923–1929 Islandia (AA) 1929–1968. | Reikiavik (D) desde 1968 | Hólar fue sufragánea de Trondheim |
| Oslo (D)                        | 1537                                             | 1688–1834                                                  | Suecia (VA) 1834–1868 Noruega (PA) 1868–1892 Noruega (VA) 1892–1931 Oslo (VA) 1931–1953 | Oslo (D) desde 1953 | Oslo fue sufragánea de Trondheim, la moderna Oslo está exenta                                                                                                |
| Skálholt (D)                    | 1541                                             | 1688–1855                                                  | Polo Norte (PA) 1855–1869 Dinamarca (PA) 1869–1892 Dinamarca (VA) 1892–1923 Islandia (PA) 1923–1929 Islandia (AA) 1929–1968. | Reikiavik (D) desde 1968 | Skálholt fue sufragánea de Trondheim |
| Stavanger (D)                   | 1537                                             | 1688–1834                                                  | Suecia (VA) 1834–1868 Noruega (PA) 1868–1892 Noruega (VA) 1892–1931 Oslo (VA) 1931–1953 | Oslo (D) desde 1953 | Stavanger fue sufragánea de Trondheim |
| Upsala (A)                      | 1524                                             | 1688–1783                                                  | Suecia (VA) 1783–1953 | Estocolmo (D) desde 1953 | Upsala fue sufragánea de Lund hasta 1164, luego fue elevada a arquidiócesis                                                                                  |
| Åbo (D) (en finés: Turku)       | 1550                                             | 1688–1783                                                  | Suecia (VA) 1783–1809 Mogilev (A) 1809–1920 (luego con sede en San Petersburgo) Finlandia (VA) 1920–1955 | Helsinki (D) desde 1955 | Åbo fue sufragánea de Upsala (A) |
| Linköping (D)                   | 1527                                             | 1688–1783                                                  | Suecia (VA) 1783–1953 | Estocolmo (D) desde 1953 | Linköping fue sufragánea de Upsala (A) |
| Skara (D)                       | 1521                                             | 1688–1783                                                  | Suecia (VA) 1783–1953 | Estocolmo (D) desde 1953 | Skara fue sufragánea de Upsala (A) |
| Strängnäs (D)                   | 1536                                             | 1688–1783                                                  | Suecia (VA) 1783–1953 | Estocolmo (D) desde 1953 | Strängnäs fue sufragánea de Upsala (A) |
| Västerås (D)                    | 1534                                             | 1688–1783                                                  | Suecia (VA) 1783–1953 | Estocolmo (D) desde 1953 | Västerås fue sufragánea de Upsala (A) |
| Växjö (D)                       | 1530                                             | 1688–1783                                                  | Suecia (VA) 1783–1953 | Estocolmo (D) desde 1953 | Växjö fue sufragánea de Upsala (A) |

## Estados y territorios cubiertos por el vicariato
Los estados y territorios cubiertos por el vicariato se alteraron durante la larga duración de su existencia. Por lo tanto, la siguiente tabla trata de presentar los estados y territorios que formaban parte del vicariato antes de que se redujera territorialmente por primera vez el 6 de abril de 1709.
La tabla de abajo muestra los territorios y estados a principios del siglo XVIII y cómo se desarrollaron las nuevas circunscripciones a lo largo de los siglos. La tabla puede ser ordenada por los territorios y estados, los imperios a los que pertenecían, los años que pertenecieron al vicariato apostólico de las Misiones Nórdicas, y los nombres de las circunscripciones actuales haciendo clic en los botones.
| Territorio o estado                                                                                              | Diócesis extintas comprendidas (totalmente/ mayormente/ parcialmente: t/m/p) | Jurisdicción dentro de las misiones del norte                                 | Posterior(es) jurisdicción(es) (Administración apostólica (AA)/ prefectura apostólica (PA)/ vicariato apostólico (VA)/ prelatura territorial (PT) | Circunscripción(es) actual(es) | A principios del siglo XVIII afiliado con                                          |
| --- | --- | ----------------------------------------------------------------------------- | --- | --- | ---------------------------------------------------------------------------------- |
| Anhalt-Bernburg                                                                                                  | Halberstadt (p) Magdeburgo (A) (p) | 1669–1709, 1670–1709 (Magdeburgo) y ambos otra vez 1780–1825                  | Alta y Baja Sajonia (VA) 1709–1780 Anhalt (VA) 1825–1921 Paderborn (D/A a partir de 1930) 1921–1994 | Magdeburgo (D) desde 1994 | Anhalt-Bernburg fue parte del Sacro Imperio Romano Germánico                       |
| Anhalt-Dessau | Halberstadt (p) Magdeburgo (A) (p) | 1669–1709, 1670–1709 (Magdeburgo) y ambos otra vez 1780–1825                  | Alta y Baja Sajonia (VA) 1709–1780 Anhalt (VA) 1825–1921 Paderborn (D/A a partir de 1930) 1921–1994 | Magdeburgo (D) desde 1994 | Anhalt-Dessau fue parte del Sacro Imperio Romano Germánico                         |
| Anhalt-Köthen | Halberstadt (p) Magdeburgo (A) (p) | 1669–1709, 1670–1709 (Magdeburgo) y ambos otra vez 1780–1825                  | Alta y Baja Sajonia (VA) 1709–1780 Anhalt (VA) 1825–1921 Paderborn (D/A a partir de 1930) 1921–1994 | Magdeburgo (D) desde 1994 | Anhalt-Köthen fue parte del Sacro Imperio Romano Germánico                         |
| Anhalt-Zerbst | Bremen (A) (p: Jever) Halberstadt (p) Magdeburgo (A) (p) | 1669–1709, 1670–1709 (Magdeburgo) y ambos otra vez 1780–1821/25               | Alta y Baja Sajonia (VA) 1709–1780 Anhalt (VA) 1825–1921 Paderborn (D/A a partir de 1930) 1921–1994 | Münster (D) desde 1821 (Jever, mientras tanto oldemburgiana) Magdeburgo (D) desde 1994 (Anhalt propio) | Anhalt-Zerbst fue parte del Sacro Imperio Romano Germánico                         |
| Brandeburgo, (electorado) (Marca de Brandeburgo propia y Pomerania brandeburguesa), en unión personal con Prusia | Brandeburgo (D) (t) Cammin (m: Brandeburgo Oriental y Pomerania Central) Havelberg (t) Lebus (t) Verden (D) (p: Altmark)                                                                                   | 1670–1709, 1688–1708 (Cammin), y todo de nuevo en 1780–1821                   | Alta y Baja Sajonia (VA) 1709–1780 Delegación príncipe-episcopal para Brandeburgo y Pomerania de la Breslavia (D) 1821–1930 (Brandeburgo sin Baja Lusacia, Pomerania, ambos posteriormente reducidos para las áreas anexadas por Polonia al este de la línea Óder-Neisse) Cammin, Lebus y prelatura de Schneidemühl (AA) 1951–1972 (polaco Brandeburgo Oriental y la polaca Pomerania Central) | Berlín (D/A a partir de 1994) desde 1930 (Ciudad estado de Berlín, Brandeburgo sin Baja Lusacia, y Pomerania prusiana, los dos últimos más tarde reducido a moderno Brandeburgo y Pomerania Occidental después de las anexiones polacas) (Zielona Góra-)Gorzów (D) desde 1972 (polaco Brandeburgo Oriental) Szczecin-Kamień (D/A a partir de 1992) desde 1972 (occidente de Pomerania Central) Koszalin-Kołobrzeg (D) desde 1972 (oriente de Pomerania Central) | Brandeburgo con su parte de Pomerania fue parte del Sacro Imperio Romano Germánico |
| Bremen, ciudad libre imperial (sin Bremen Norte ni Bremerhaven)                                                  | Bremen (A) (p) | 1670–1709, y de nuevo en 1780–1930                                            | Alta y Baja Sajonia (VA) 1709–1780 | Osnabrück (D) desde 1930 | La ciudad de Bremen fue parte del Sacro Imperio Romano Germánico                   |
| Bremen, ducado, en unión personal con Suecia                                                                     | Verden (D) (p) Bremen (A) (p) | 1669–1721, 1670–1721 (Bremen), y ambos otra vez 1780–1824                     | Alta y Baja Sajonia (VA) 1709–1780 | Hildesheim (D) desde 1824 | El ducado de Bremen fue parte del Sacro Imperio Romano Germánico                   |
| Brunswick y Lunenburg, electorado (Hannover), en unión personal con el Reino Unido                               | Verden (D) (m) Halberstadt (D) (p) | 1669–1709, 1670–1709 (Halberstadt), y ambos otra vez 1780–1824                | Alta y Baja Sajonia (VA) 1709–1780 | Hildesheim (D) desde 1824 | El electorado de Hannover fue parte del Sacro Imperio Romano Germánico             |
| Brunswick y Lunenburg, ducado (Wolfenbüttel)                                                                     | Minden (D) (p) Halberstadt (D) (p) de Hildesheim (D) (p), jurisdicción rechazada desde 1568 de Maguncia (A) (p), jurisdicción rechazada desde 1568 de Paderborn (D) (p), jurisdicción rechazada desde 1568 | 1667–1709, 1669–1709 (Halberstadt), y todo de nuevo en 1780–1834              | Alta y Baja Sajonia (VA) 1709–1780 | Hildesheim (D) desde 1834 | El Ducado de Wolfenbüttel fue parte del Sacro Imperio Romano Germánico             |
| Dinamarca | Aarhus (t) Børglum (t) Lund (p: Bornholm) Odense (t) Ribe (t) Roskilde (m: sin Rügen) Viborg (t) | 1688–1868                                                                     | Dinamarca (PA) 1868–1892 Dinamarca (VA) 1892–1953 | Copenhague (D) desde 1953 | Dinamarca fue parte de Dinamarca–Noruega                                           |
| Islas Feroe | Feroe (D) (t) | 1688–1855                                                                     | Polo Norte (PA) 1855–1869 Dinamarca (PA) 1869–1892 Dinamarca (VA) 1892–1953 | Copenhague (D) desde 1953 | Las Islas Feroe fueron parte de Dinamarca–Noruega                                  |
| Finlandia | Åbo (t) (en finés: Turku) | 1688–1783                                                                     | Suecia (VA) 1783–1809 Mogilev (A) 1809–1920 (luego en San Petersburgo) Finlandia (VA) 1920–1955 | Helsinki (D) desde 1955 | Finlandia fue parte del Imperio sueco                                              |
| Groenlandia | Garðar (D) (t) | 1688–1855                                                                     | Polo Norte (PA) 1855–1869 Dinamarca (PA) 1869–1892 Dinamarca (VA) 1892–1953 | Copenhague (D) desde 1953 | Dinamarca fue parte de Dinamarca–Noruega                                           |
| Hamburgo, ciudad imperial libre (en sus límites previos a 1937)                                                  | Bremen (A) (p) | 1670–1709; y de nuevo en 1780–1930                                            | Alta y Baja Sajonia (VA) 1709–1780 Osnabrück (D) 1930–1994 | Hamburgo (A) desde 1994 | Hamburgo fue parte del Sacro Imperio Romano Germánico                              |
| Holstein, un condominio real danés-ducal gottorpiano                                                             | Bremen (A) (p) | 1670–1868                                                                     | Schleswig-Holstein (PA) 1868–1930 Osnabrück (D) 1930–1994 | Hamburgo (A) desde 1994 | Holstein fue parte del Sacro Imperio Romano Germánico                              |
| Islandia | Hólar (t) Skálholt (t) | 1688–1855                                                                     | Polo Norte (PA) 1855–1869 Dinamarca (PA) 1869–1892 Dinamarca (VA) 1892–1923 Islandia (PA) 1923–1929 Islandia (AA) 1929–1968. | Reikiavik (D) desde 1968 | Islandia fue parte de Dinamarca–Noruega                                            |
| Lübeck, ciudad imperial libre                                                                                    | Lübeck (D) (p) | 1670–1930                                                                     | Osnabrück (D) 1930–1994 | Hamburgo (A) desde 1994 | La ciudad de Lübeck fue parte del Sacro Imperio Romano Germánico                   |
| Lübeck, Príncipe-obispo luterano                                                                                 | Lübeck (D) (m) | 1670–1930                                                                     | Osnabrück (D) 1930–1994 | Hamburgo (A) desde 1994 | Principado-obispado de Lübeck fue parte del Sacro Imperio Romano Germánico         |
| Mecklemburgo-Schwerin                                                                                            | Ratzeburgo (D) (p) Schwerin (D) (t)? | 1670–1930                                                                     | Osnabrück (D) 1930–1994 | Hamburgo (A) desde 1994 | Mecklemburgo-Schwerin fue parte del Sacro Imperio Romano Germánico                 |
| Mecklemburgo-Strelitz                                                                                            | Ratzeburgo (D) (p) Cammin (p) | 1670–1930 1688–1930 (Cammin)                                                  | Osnabrück (D) 1930–1994 | Hamburgo (A) desde 1994 | Mecklemburgo-Strelitz fue parte del Sacro Imperio Romano Germánico                 |
| Noruega | Bergen (D) (t) Hamar (D) (t) Oslo (D) (t) Stavanger (D) (t) Trondheim (t) | 1688–1834                                                                     | Suecia (VA) 1834–1855 Polo Norte (PA) 1855–1869 (Noruega al norte del círculo polar ártico) Suecia (VA) 1855–1868 (Noruega central y del sur) Noruega (PA) 1868–1892 Noruega (VA) 1892–1931 Oslo (VA) 1931–1953 (Noruega del sur) Distrito misionero de Noruega central 1931–1935 (Noruega central) Central Noruega (PA) 1935–1953 (Noruega central) Noruega central (VA) 1953–1979 (Noruega central) Distrito misionero de Noruega septentrional 1931–1944 (Noruega al norte del círculo polar) Noruega Septentrional (PA) 1944–1955 (Noruega al norte del círculo polar) Noruega Septentrional (VA) 1955–1979 (Noruega al norte del círculo polar) | Oslo (D) desde 1953 (Noruega del sur) Trondheim (PT) desde 1979 (Noruega central) Tromsø (PT) desde 1979 (Noruega al norte del círculo polar) | Noruega fue parte de Dinamarca–Noruega                                             |
| Oldemburgo, ducado, en unión personal con Dinamarca-Noruega                                                      | Bremen (A) (p) | 1670–1709, y de nuevo en 1780–1821                                            | Alta y Baja Sajonia (VA) 1709–1780 | Münster (D) desde 1821 | Oldemburgo fue parte del Sacro Imperio Romano Germánico                            |
| Pomerania sueca, en unión personal con Suecia                                                                    | Cammin (p) Roskilde (p: Rügen) | 1688–1709, y de nuevo en 1780–1821                                            | Alta y Baja Sajonia (VA) 1709–1780 Delegación príncipe-episcopal para Brandeburgo y Pomerania de la Breslavia (D) 1821–1930 | Berlín (D/A a partir de 1994) desde 1930 | La Pomerania sueca fue parte del Sacro Imperio Romano Germánico                    |
| Sajonia-Lauenburgo, en unión personal con Hannover-Reino Unido                                                   | Ratzeburgo (D) (p) | 1670–1930                                                                     | Osnabrück (D) 1930–1994 | Hamburgo (A) desde 1994 | Sajonia-Lauenburgo fue parte del Sacro Imperio Romano Germánico                    |
| Sajonia, electorado                                                                                              | Meissen (D) (t) Merseburgo (p) Naumburgo (p) | 1677–1709, 1688–1709 (Meissen parte occidental), y todo de nuevo en 1780–1821 | Meissen (AA) 1560–1567 (Baja y Alta Lusacia, asentado en Bautzen) Alta Lusacia (PA) 1567–1921 (Alta Lusacia, sin Alta silesiana ~ + Baja Lusacia desde 1821) Alta y Baja Sajonia (VA) 1709–1743 (resto de Sajonia) Tierras Hereditarias Sajonas (VA) 1743–1921 (resto de Sajonia albertina, reducida por las anexiones prusiana en 1815) Breslavia (D/A a partir de 1930) 1821–1972 (Alta Lusacia silesiana y Baja Lusacia) Görlitz (AA) 1972–1994 (Baja Lusacia y Alta Lusacia silesiana) Paderborn (D/A a partir de 1930) 1821–1994 (Sajonia prusiana)                                                                                             | (Dresde-)Meissen (D) desde 1921 (luego Sajonia y partes orientales de Thuringia) Görlitz (D) desde 1994 (Baja Lusacia y Alta Lusacia silesiana) Magdeburgo (D) desde 1994 (Sajonia-Anhalt) | Sajonia fue parte del Sacro Imperio Romano Germánico                               |
| Schaumburg-Lippe                                                                                                 | Minden (D) (p) | 1667–1930                                                                     | Osnabrück (D) 1930–1965 | Hildesheim (D) desde 1965 | Schaumburg-Lippe fue parte del Sacro Imperio Romano Germánico                      |
| Schleswig, ducado                                                                                                | Schleswig (D) (t) | 1688–1868                                                                     | Schleswig-Holstein (PA) 1868–1920 Schleswig-Holstein (PA) 1920–1930 (Schleswig Meridional) Osnabrück 1930–1994 (Schleswig Meridional) Dinamarca (VA) 1920–1953 (Schleswig Septentrional) | Hamburgo (A) desde 1994 (Schleswig Meridional) Copenhague (D) desde 1953 (Schleswig Septentrional) | Schleswig fue parte de Dinamarca–Noruega                                           |
| Suecia | Linköping (D) Lund (A) (sin Bornholm) Skara (D) Strängnäs (D) Upsala (A) Västerås (D) Växjö (D) | 1688–1783                                                                     | Suecia (VA) 1783–1953 | Estocolmo (D) desde 1953 | Núcleo de Suecia fue parte del Imperio sueco                                       |
| Verden, principado, en unión personal con Suecia                                                                 | Verden (D) (p) | 1669–1721, y de nuevo en 1780–1824                                            | Alta y Baja Sajonia (VA) 1709–1780 | Hildesheim (D) desde 1824 | El principado de Verden fue parte del Sacro Imperio Romano Germánico               |
| Wismar, en unión personal con Suecia                                                                             | Ratzeburgo (D) (p) | 1670–1930                                                                     | Osnabrück (D) 1930–1994 | Hamburgo (A) desde 1994 | Wismar fue parte del Sacro Imperio Romano Germánico                                |

## Estadísticas
A principios del siglo XX contaba con aproximadamente 79 000 católicos y 1 925 000 de otras denominaciones confesionales. Había aproximadamente 47 sacerdotes y 10 comunidades religiosas femeninas.
En verano la población católica en el vicariato apostólico de Alemania Septentrional y la prefectura de Schleswig-Holstein se incrementaba con 17 000 a 20 000 trabajadores (principalmente polacos) de otras partes de Alemania, quienes retornaban a sus hogares en el invierno siguiente. Los intereses espirituales de los fieles fueron inadecuadamente atendidos debido a la extensión de las parroquias, la carencia de sacerdotes, la pobreza de la mayoría de los católicos y en muchos lugares la hostilidad de los gobiernos municipales o estatales protestantes. Una imagen más alentadora fue presentada por las numerosas sociedades católicas y por el mantenimiento de las escuelas privadas católicas, a pesar del hecho de que los católicos fueron a menudo obligados a contribuir también al soporte de las escuelas estatales y parroquiales protestantes. Una muy fructífera actividad fue desarrollada en esas misiones por la Asociación Bonifacio.
Las siguientes congregaciones religiosas tuvieron casas en el vicariato apostólico: Hermanas de la Caridad de San Carlos (1); Hermanas de Santa Elisa (monjas grises, 5); hermanas franciscanas (2); ursulinas (2).

## Episcopologio

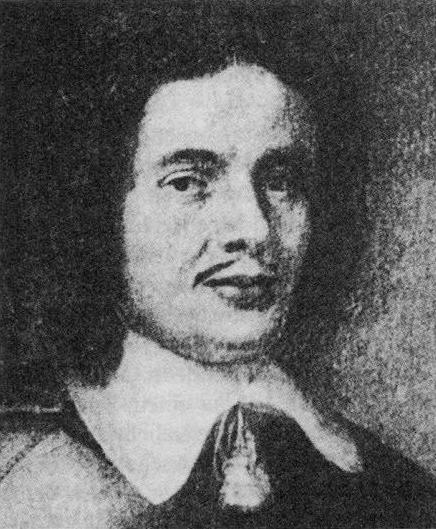
Valerio Maccioni, primer vicario apostólico

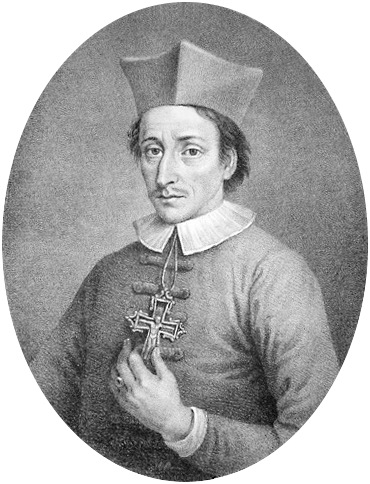
Vicario apostólico Nicolás Steno

- Valerio Maccioni † (28 de abril de 1667-5 de septiembre de 1676 falleció)[nota 1]
- Beato Nicolás Steno † (21 de agosto de 1677-5 de diciembre de 1686 falleció)[nota 2]
- Friedrich von Tietzen-Schlütter † (4 de agosto de 1687-4 de noviembre de 1696 falleció)[nota 3]
- Jobst Edmund von Brabeck † (10 de mayo de 1697-13 de agosto de 1702 falleció)[nota 4]
- Otto Wilhelm von Bronckhorst zu Gronsfeld, S.I. † (13 de octubre de 1702-5 de abril de 1713 falleció)[nota 5]
- Johann Hugo von Gäertz † (15 de febrero de 1715-25 de diciembre de 1716 falleció)[nota 6]
- Hyacinth Petit, O.Carm. † (11 de febrero de 1718-26 de julio de 1719 falleció)[nota 7]
- Johann Friedrich Adolf von Hörde zu Schönholthausen † (15 de diciembre de 1722-3 de agosto de 1761 falleció)[nota 8]
- Franz Josef von Gondola, O.S.B. † (1761-5 de marzo de 1774 falleció)[nota 9]
- Friedrich Wilhelm von Westphalen † (1775-6 de enero de 1789 falleció)
- Franz Egon von Fürstenberg † (1795-11 de agosto de 1825 falleció)
  - Sede vacante (1825-1839)
- Jean-Théodore Laurent † (17 de septiembre de 1839-1 de diciembre de 1841 nombrado vicario apostólico de Luxemburgo)
  - Sede administrada por los obispos de Osnabrück (1846-1921)
- Hermann Wilhelm Berning † (15 de noviembre de 1921-13 de agosto de 1930 renunció)